# Phyllogomphoides fuliginosus
Phyllogomphoides fuliginosus är en trollsländeart som först beskrevs av Hagen in Selys 1854.  Phyllogomphoides fuliginosus ingår i släktet Phyllogomphoides och familjen flodtrollsländor. Inga underarter finns listade i Catalogue of Life.